# Slag bij Appomattox Station
De Slag bij Appomattox Station maakt deel uit van de Appomattox-veldtocht tijdens de Amerikaanse Burgeroorlog.
Op 8 april 1865 vond er een confrontatie plaats tussen de Noordelijke cavalerie, onder bevel van Generaal Majoor George Armstrong Custer, en de reserve artillerie van het derde korps van het Army of Northern Virginia onder leiding van kolonel Lindsay Walker.
Het was een unieke strijd tussen Zuidelijke artillerie zonder infanteriesteun en Noordelijke cavalerie. Kolonel Lindsay en zijn eenheid moest het station verdedigen totdat generaal Robert E. Lee arriveerde, zodat hij de nodige voorraden kon inslaan.
De artillerie werd onder de voet gelopen door Custer en zijn mannen. Het station en de voorraden vielen daarmee in Noordelijke handen. Terwijl Custer de voorraden probeerde te vernietigen, ondernamen de Zuidelijken een tegenaanval. Deze mislukte echter waardoor Custer er alsnog in slaagde van de vijandelijke voorraden te vernietigen.

## Bron
National Park Service - Appomattox Station